# 牙通古孜河
37°46′50″N 83°12′25″E / 37.78047°N 83.20708°E

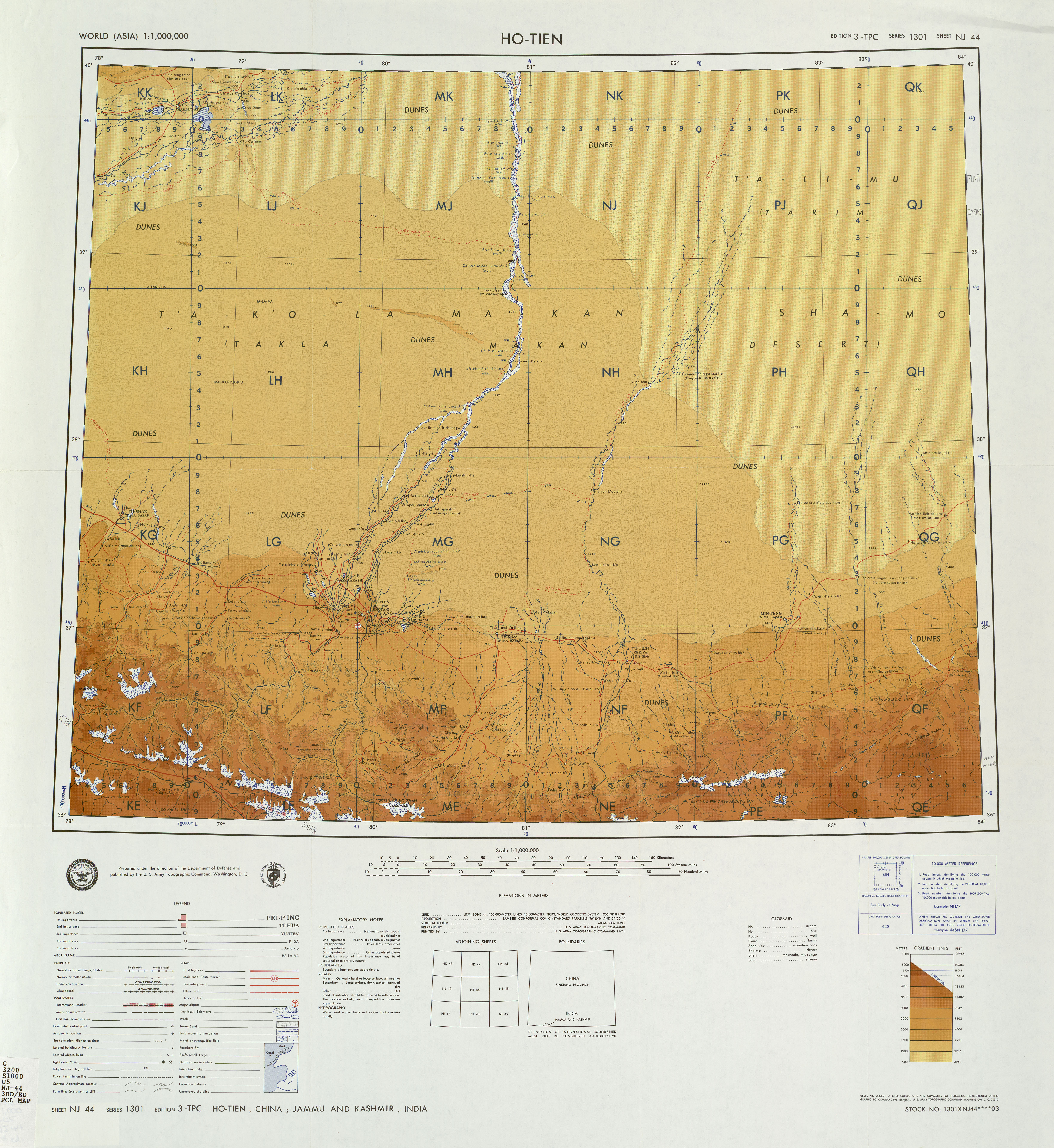
和田地区地图，牙通古孜河（Yaherh tung Ho, Ya t'u ku ssu Ho）位于图中右下方。

牙通古孜河，又名亞瓦通古孜河（維吾爾語：ياۋا توڭگۇز دەرياسى‎，拉丁维文：Yawa Tongguz Deryasi），位于中华人民共和国新疆维吾尔自治区和田地区民丰县中部的一条河流，河名源自维吾尔语意为“野猪出没的地方”。牙通古孜河上游段称吐兰胡加河，由发源于昆仑山北坡的3条较大支流汇集而成：西支色日克吐孜达里亚河(西日克吐斯代牙河，36°36′16″N 83°36′09″E / 36.604337°N 83.602632°E)、中支阿尼吐郎合尼木达里亚河(未都拉克哈恩木代牙河，36°36′46″N 83°40′44″E / 36.612759°N 83.678817°E)和东支云青里合尼木达里亚河(云机里克哈恩木代牙河，36°37′45″N 83°47′06″E / 36.629041°N 83.784927°E)，三支流于苦牙克附近汇流后由东南向西北穿越吐兰胡加峡谷，约15千米于库亚克村附近出山口，出山口继续向西北流约40千米后渗入地下，于315国道以南约16千米处出露后始称“牙通古孜河”(“亞瓦通古孜河”)，向北穿越315国道，流经亞瓦通古孜乡后，于亞瓦通古孜乡以北约20千米后消失于塔克拉玛干沙漠之中。山口以上河长94千米，流域面积2000平方千米，年均径流量约2.4亿立方米。上游吐兰胡加峡谷也称库亚克大裂谷是进入羌塘高原的通道之一，峡谷将昆仑山脉一分为二，以东属昆仑山东段，以西属昆仑山西段。
216国道新疆民丰—西藏改则段，就是沿色日克吐孜达里亚河到羌塘高原的黑石北湖。